# Classes d'habitabilité
Les classes d'habitabilité sont une classification des planètes et autres corps qui pourraient ou auraient pu être habitables, sans préjuger du fait qu'ils soient ou fussent effectivement habités.

## Les différentes classes
Helmut Lammer et al. dans leur article de 2009 définissent quatre classes d'habitabilité, classes redéfinies en les simplifiant légèrement par François Forget dans son article de 2013.

### ClasseI: corps avec des conditions similaires à celles de la Terre

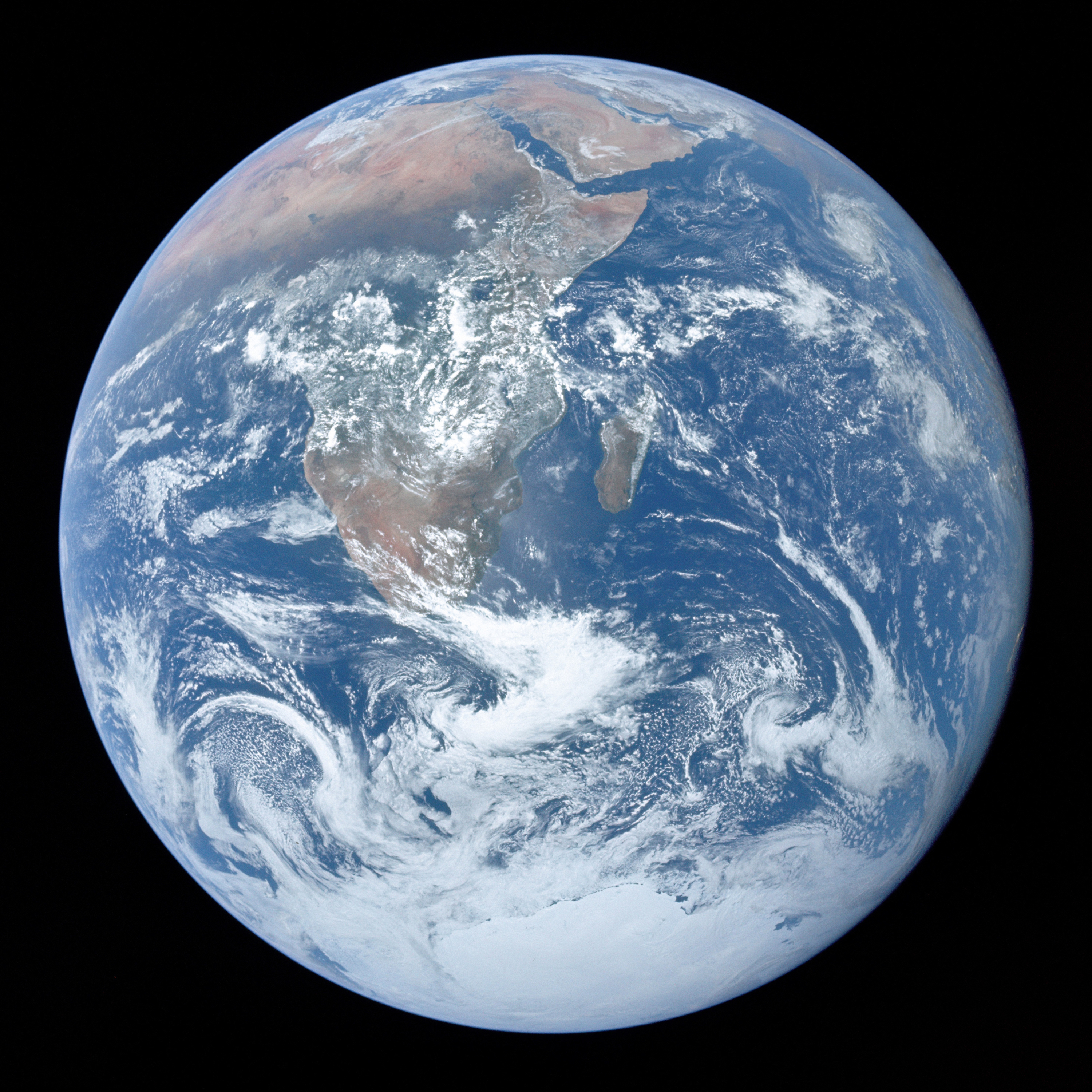
La Terre et son océan global (Apollo, 1972).

Selon la définition donnée par Lammer et al., « les habitats de classe I sont ceux sur lesquels les conditions stellaires et géophysiques permettent à des planètes analogues à la Terre d'évoluer de telle sorte que des formes de vie multicellulaires complexes puissent apparaître ».
Selon la définition simplifiée de Forget, « les habitats de classe I sont des planètes analogues à la Terre sur lesquelles les conditions stellaires et géophysiques autorisent la présence d'eau [liquide] à la surface, ainsi que la lumière de l'étoile ».
Qu'on prenne l'une ou l'autre définition, le seul objet connu respectant les critères pour faire partie de cette classe est la planète Terre (photo à droite).

### ClasseII: corps initialement avec des conditions similaires à celles de la Terre, mais ne les ayant pas conservées

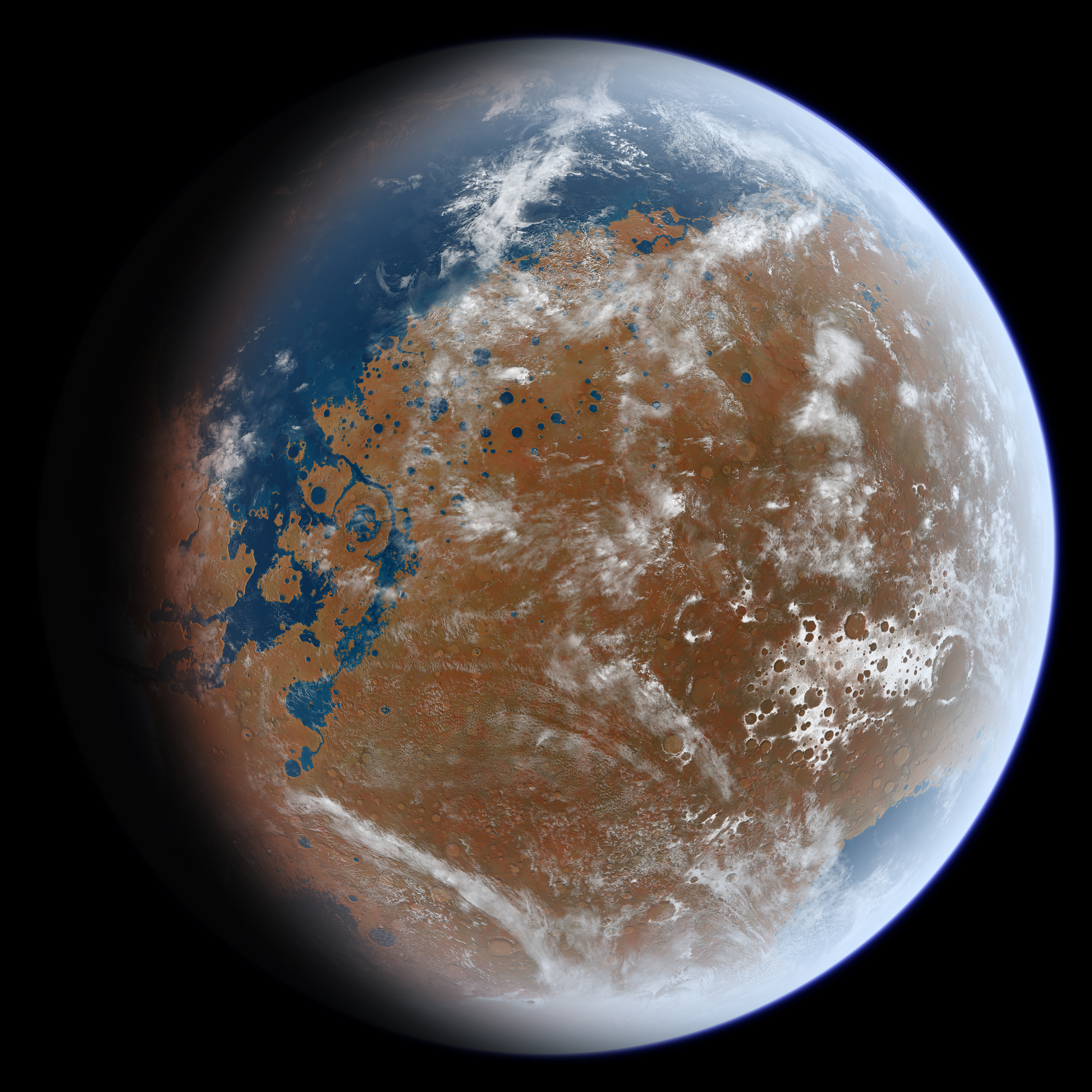
L'hypothétique océan boréal de Mars (vue d'artiste).

Selon la définition donnée par Lammer et al., « les habitats de classe II sont ceux sur lesquels la vie pourrait évoluer, mais qui, à cause de conditions stellaires et géophysiques différentes de celles des habitats de classe I, évoluent plutôt vers des mondes du type de Vénus ou de Mars, où des formes biologiques complexes ne pourraient pas se développer ».
Selon la définition simplifiée de Forget, « les habitats de classe II comprennent les corps qui ont initialement des conditions similaires à celle de la Terre, mais qui n'ont pas conservé leur capacité à retenir de l'eau liquide sur leur surface en raison des conditions stellaires ou géophysiques ».
Les planètes Mars (vue d'artiste ci-contre) et Vénus, qui pourraient avoir abrité un océan d'eau liquide à leur surface par le passé, feraient partie de cette classe.

### ClasseIII: corps avec un océan souterrain en contact avec un manteau de silicates

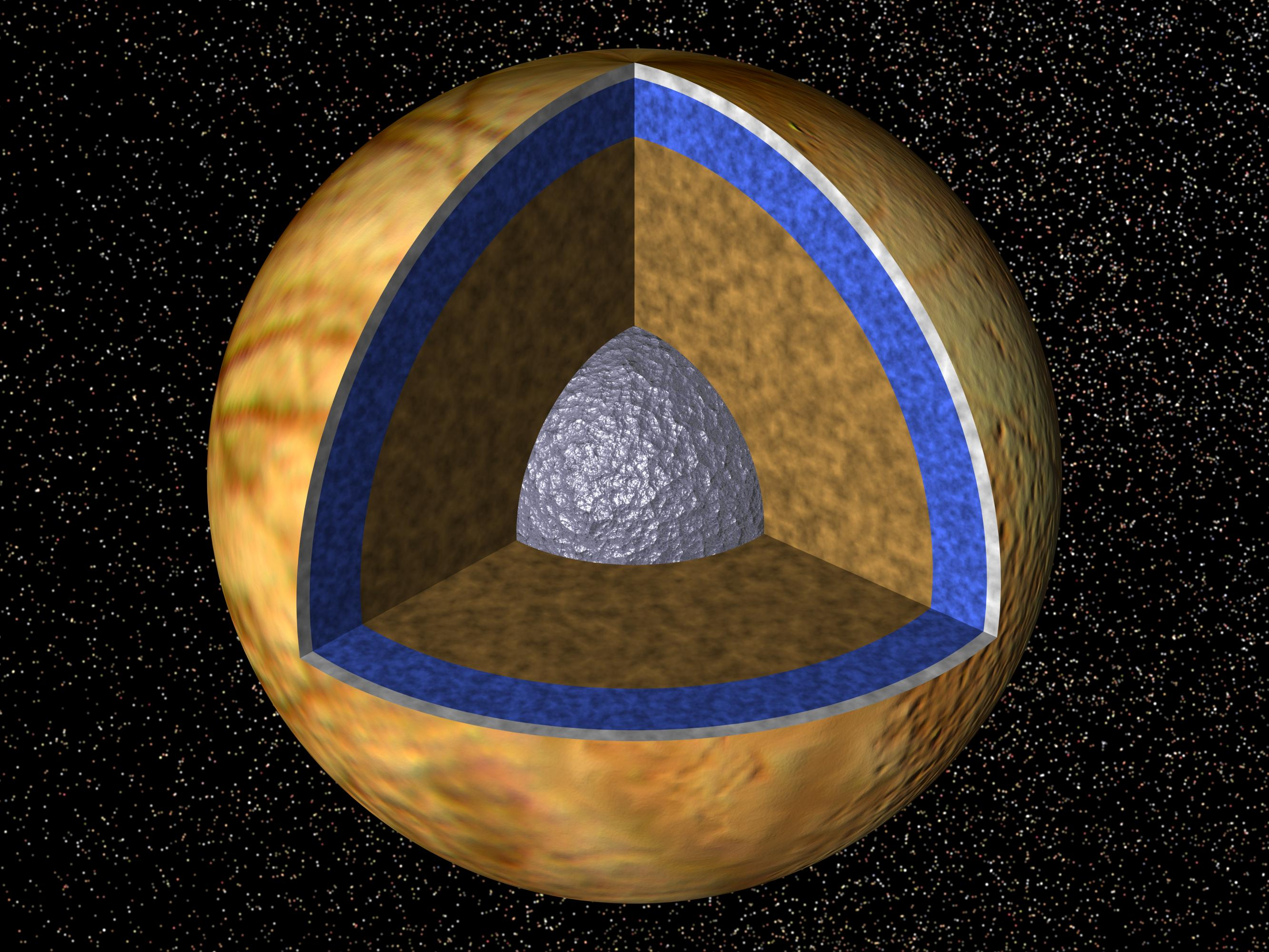
Coupe de l'intérieur d'Europe, montrant la croûte de glace sur une couche d'eau liquide – ou de glace plastique – avec un manteau silicaté et un cœur métallique.

Selon la définition donnée par Lammer et al., « les habitats de classe III sont les corps planétaires où il existe des océans d'eau souterrains qui interagissent directement avec un cœur riche en silicates ».
La définition de Forget est fort similaire : « les habitats de classe III sont les corps planétaires où des océans d'eau existent sous la surface et où les océans peuvent interagir directement avec un cœur riche en silicates ».
Europe, la lune de Jupiter (vue en coupe à droite), appartient probablement à cette classe.

### ClasseIV: corps avec un océan situé au-dessus d'une couche de glace

Représentation artistique en coupe de la structure interne de Ganymède. Les couches sont dessinées à l'échelle.

Selon la définition donnée par Lammer et al., les corps de classe IV sont ceux qui « ont des couches d'eau liquide entre deux couches de glace, ou des liquides au-dessus d'[une couche de] glace ».
La définition de Forget est ici aussi très similaire : « les habitats de classe IV sont des mondes très riches en eau qui possèdent des océans ou des réservoirs d'eau liquide situés au-dessus d'une couche de glace solide ». De manière analogue à la définition de Lammer et al., la définition de Forget regroupe donc aussi bien les corps ayant un océan de surface surplombant une couche de glace que les corps ayant une couche d'eau liquide comprise entre deux couches de glace.
Ganymède, la plus grosse lune de Jupiter (vue en coupe à droite), ferait partie de cette classe.

### Lammeret al.(2009)
1. ↑  (en) Helmut Lammer et al., « What makes a planet habitable? », The Astronomy and Astrophysics Review, vol. 17, no 2,‎ juin 2009, p. 181-249 (DOI 10.1007/s00159-009-0019-z, Bibcode 2009A&ARv..17..181L, résumé, lire en ligne [PDF], consulté le 7 avril 2015) Les coauteurs de l'article sont, outre Helmut Lammer, Jan H. Bredehöft, Athéna Coustenis, Maxim L. Khodachenko, Lisa Kaltenegger, O. Grasset, D. Prieur, François Raulin, Pascale Ehrenfreund, Masatoshi Yamauchi, Jan-Erik Wahlund, Jean-Mathias Grießmeier, G. Stangl, C. S. Cockell, Yu. N. Kulikov, John L. Grenfell et Heinke Rauer.
L'article a été reçu par la revue The Astronomy and Astrophysics Review le 25 août 2008, révisé le 2 février 2009 et mis en ligne le 10 avril 2008.
2. ↑  Adaptation libre de « Class I habitats represent bodies on which stellar and geophysical conditions allow Earth-analog planets to evolve so that complex multi-cellular life forms may originate. ».
3. ↑  Adaptation libre de « Class II habitats includes bodies on which life may evolve but due to stellar and geophysical conditions that are different from the class I habitats, the planets rather evolve toward Venus- or Mars-type worlds where complex life-forms may not develop. ».
4. ↑  Adaptation libre de « Class III habitats are planetary bodies where subsurface water oceans exist which interact directly with a silicate-rich core ».
5. ↑  Adaptation libre de « class IV habitats have liquid water layers between two ice layers, or liquids above ice. ».

### Forget (2013)
1. ↑  (en) François Forget, « On the probability of habitable planets », International Journal of Astrobiology, vol. 12, no 3,‎ juillet 2013, p. 177-185 (DOI 10.1017/S1473550413000128, Bibcode 2013IJAsB..12..177F, arXiv 1212.0113, résumé, lire en ligne [PDF], consulté le 7 avril 2015) L'article a été reçu par la revue International Journal of Astrobiology le 30 novembre 2012, accepté par son comité de lecture le 3 avril 2013 et mis en ligne le 15 mai 2013.
2. ↑  Adaptation libre de « Class I habitats represent Earth-like analog planets where stellar and geophysical conditions allow water to be available at the surface, along with sunlight. »
3. ↑  Adaptation libre de « Class II habitats include bodies which initially enjoy Earth-like conditions, but do not keep their ability to sustain liquid water on their surface due to stellar or geophysical conditions. »
4. ↑  Adaptation libre de « Class III habitats are planetary bodies where water oceans exist below the surface, and where the oceans can interact directly with a silicate-rich core. ».
5. ↑  Adaptation libre de « Class IV habitats are very water-rich world which have liquid water oceans or reservoirs lying above a solid ice layer. ».